# Lecanora rubida
Lecanora rubida är en lavart som beskrevs av V. Wirth. Lecanora rubida ingår i släktet Lecanora och familjen Lecanoraceae.   Inga underarter finns listade i Catalogue of Life.